# Nethinius sambiranensis
Nethinius sambiranensis là một loài bọ cánh cứng trong họ Cerambycidae.